# Marciano de Alexandria
Marciano de Alexandria (em grego:  Markianos), também chamado de Marcos II, foi um bispo de Alexandria. Seu episcopado aconteceu entre 142 e 152 d.C. (ou 154 d.C.). É venerado como santo pela Igreja Copta.
Durante o período em que Marcos II esteve à frente da sé de Alexandria, o gnosticismo cristão desenvolveu-se na região, especialmente com Basílides.